# AtoMエンターテイメント
AtoMエンターテイメント（アトムエンターテイメント）は、東京都渋谷区に本社を置く、日本の芸能事務所である。2020年1月7日設立。所属タレントは男性のみ。

## 所属タレント
- 小林涼
- 藤岡勇成
- 高間淳平
- 柳川るい
- 鈴木秀脩
- RUSH300

## 事業内容
1. 芸能タレント、モデル、アーティスト等のマネージメント及びプロモート
2. コンサート・映画・演劇・演芸・講演その他のイベントの企画、制作、運営、実施及び管理並びにこれらの受託
3. 映像・音楽・画像・音声等のコンテンツ及びそのＣＤ・ＤＶＤその他の記録物の企画、制作、配信、出版及び販売
4. テレビ・ラジオ・インターネット番組等の企画、立案、制作、運営
5. 雑誌・書籍等印刷物の企画、編集、出版及び販売
6. 広告・宣伝、販売促進及びマーケティングの企画、立案、制作、実施、コンサルティング、代行、取次及び代理
7. パソコン及び移動体端末向けインターネットを利用した情報提供サービス並びに通信販売業務
8. キャラクター商品の企画、開発、デザイン、制作及び販売
9. 前各号に付帯する一切の業務